# Heteracanthia ruficornis
Heteracanthia ruficornis är en tvåvingeart som beskrevs av Macquart 1850. Heteracanthia ruficornis ingår i släktet Heteracanthia och familjen vapenflugor. Inga underarter finns listade i Catalogue of Life.